# Cauloramphus disjunctus
Cauloramphus disjunctus är en mossdjursart som beskrevs av Ferdinand Canu och Ray Smith Bassler 1929. Cauloramphus disjunctus ingår i släktet Cauloramphus och familjen Calloporidae. Inga underarter finns listade i Catalogue of Life.